# Colin Welland
Colin Welland (* 4. Juli 1934 in Liverpool; † 2. November 2015 in London), eigentlich Colin Williams, war ein britischer Drehbuchautor und Schauspieler.

## Leben
Colin Welland stammte aus einfachen Verhältnissen und studierte am Goldsmiths College. Er arbeitete zunächst für einige Jahre als Kunstlehrer, ehe er 1962 zum Fernsehen kam und in der Serie Z-Cars die Rolle eines Polizisten übernahm. Ebenfalls 1962 heiratete er Patricia Sweeney, mit der er später vier Kinder bekommen sollte. Seine erste Spielfilmerfahrung als Schauspieler machte er in dem 1969 erschienenen Film Kes, für den er 1971 den Britischen Filmpreis als bester Nebendarsteller erhielt. Ebenfalls ausgezeichnet wurde sein Drehbuch zur Fernsehserie Play for Today. In den Jahren 1970, 1973 und 1974 wurde er zum besten Fernseh-Drehbuchautor in Großbritannien gewählt.
1979 spielte er im Fernsehfilm Blue Remembered Hills ein Kind und tollte in kurzen Hosen durch Wälder und Felder.
Im selben Jahr arbeitete Welland als Autor für John Schlesinger. Nach dem Erfolg des Films Yanks – Gestern waren wir noch Fremde entschied er sich, sich auf das Verfassen von Drehbüchern zu konzentrieren. 1981 ging der Oscar für das Beste Originaldrehbuch für Die Stunde des Siegers an ihn.
Welland litt an der Alzheimer-Krankheit und starb am 2. November 2015 im Alter von 81 Jahren.

## Filmografie (Auswahl)

### Schauspieler
- 1962–1965: Task Force Police (Fernsehserie, 87 Folgen)
- 1969: Jackanory (Fernsehserie, fünf Folgen)
- 1969: Kes
- 1971: Die alles zur Sau machen (Villain)
- 1971: Wer Gewalt sät (Straw Dogs)
- 1973: Liebe mit 50 (Fernsehfilm)
- 1975: Die Füchse (The Sweeney)
- 1977: Deckname Sweeney (Sweeney!)
- 1980–1981: Cowboys (Fernsehserie, 13 Folgen)
- 1990: Die Nacht davor (Dancin’ Thru the Dark)
- 1997: Ein Kind wird vermißt (Trial and Retribution)

### Drehbuchautor
- 1979: Yanks – Gestern waren wir noch Fremde (Yanks)
- 1981: Die Stunde des Siegers (Chariots of Fire)
- 1985: Zweimal im Leben (Twice in a Lifetime)
- 1989: Weiße Zeit der Dürre (A Dry White Season)
- 1994: Krieg der Knöpfe (War of the Buttons)

## Auszeichnungen
- 1971: Britischer Filmpreis für das Drehbuch von Play for Today und als bester Darsteller in Kes
- 1981: Oscar für das Beste Originaldrehbuch für Die Stunde des Siegers